# Manicaria saccifera
Manicaria saccifera är en enhjärtbladig växtart som beskrevs av Joseph Gaertner. Manicaria saccifera ingår i släktet Manicaria och familjen Arecaceae. Inga underarter finns listade i Catalogue of Life.

## Bildgalleri

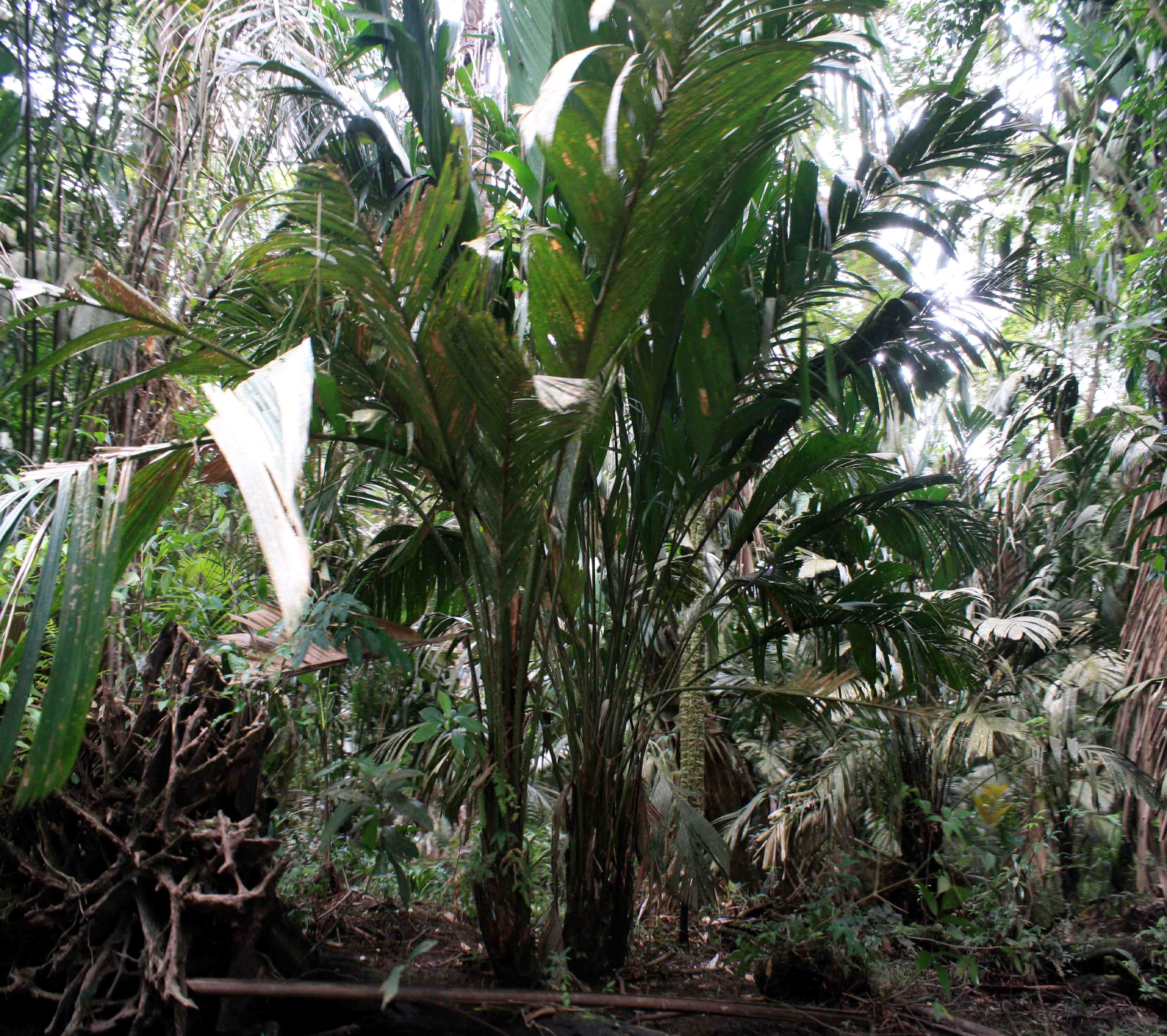
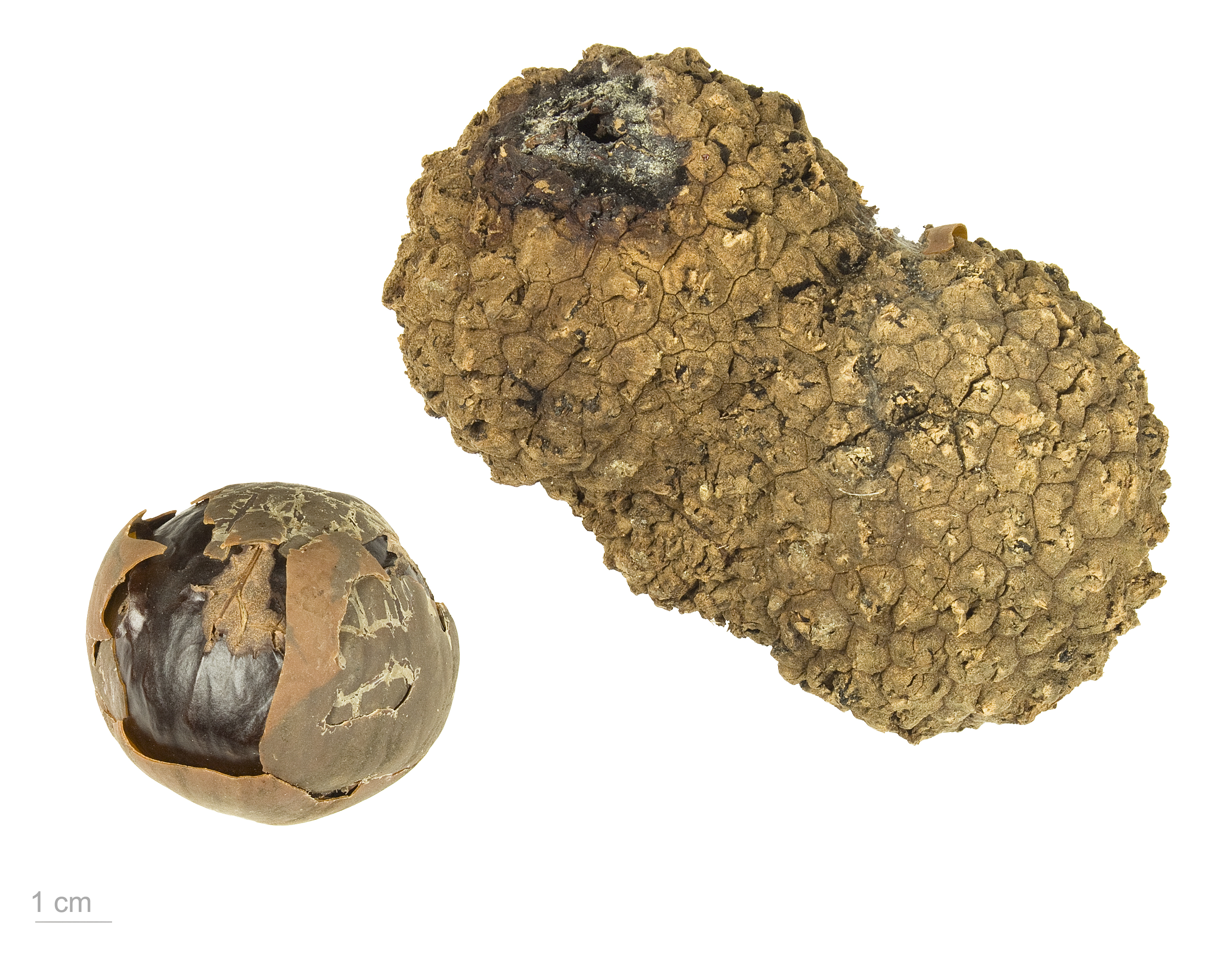
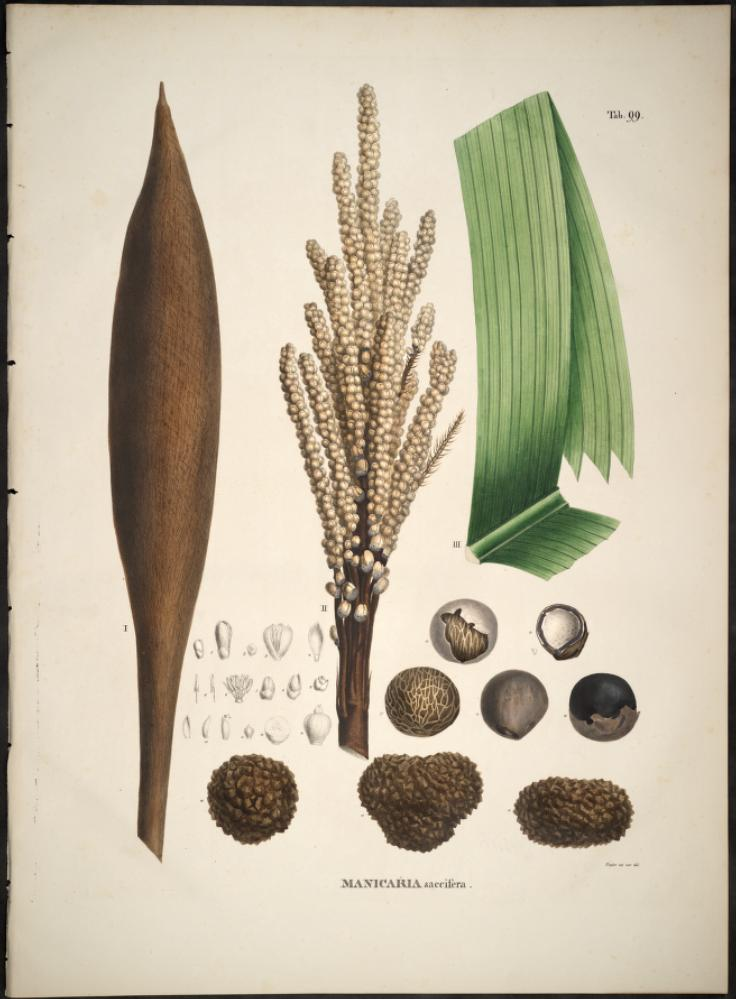